# Vladislau, o Gramático
Vladislau, o Gramático foi o escritor búlgaro mais proeminente do século XV.
Um dos últimos representantes da Escola Literária de Tarnovo e um dos pioneiros da Escola Literária de Rila.
É o autor de "Rila Tale" sobre a transferência das relíquias de Ivan Rilski de Veliko Tarnovo para o Mosteiro de Rila em 1469. 